# Kaarlo Yrjö-Koskinen
Kaarlo Juhana Yrjö-Koskinen (né le 26 mars 1930 à Helsinki et mort le 16 avril 2007 à Helsinki) est un journaliste et diplomate finlandais. 

## Biographie
Yrjö-Koskinen obtient son diplôme d'avocat en 1955. Son premier emploi au ministère des Affaires étrangères est d'être le secrétaire du consul honoraire à Rouen en France.
Après avoir été fonctionnaire dans plusieurs délégations finlandaises, Yrjö-Koskinen a participé à l'établissement de la délégation de l'OCDE en Finlande en 1968.
Yrjö-Koskinen est le chef du département du Commerce et de la Technologie de la Commission économique pour l'Europe des Nations unies (CEE) de 1970 à 1974 et chef adjoint du Département de la politique commerciale du ministère des Affaires étrangères de Finlande de 1974 à 1976.
Yrjö-Koskinen est l'ambassadeur de Finlande à Budapest de 1977 à 1979, à Vienne et au Saint-Siège de 1983 à 1988 et à Oslo de 1988 à 1993.